# Petter Moen

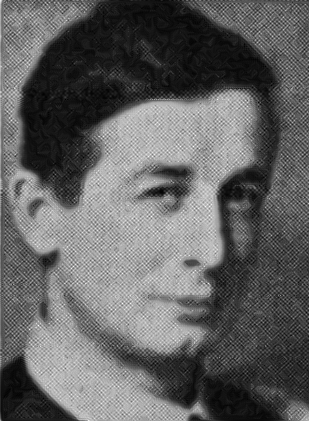
Petter Moen

Petter Moen (* 14. Februar 1901 in Drammen; † 8. September 1944 im Skagerrak) war ein norwegischer Aktuar, der während der deutschen Besetzung Norwegens an den illegalen Zeitungen Free Press, Rex Rotary und Nytt London beteiligt war und deshalb verhaftet wurde. Er wurde für seine gestochenen Tagebücher bekannt, die er im Gefängnis in der Møllergata 19 in Oslo schrieb und die nach dem Zweiten Weltkrieg dort im Lüftungsschacht gefunden wurden.

## Leben
Moen wurde als Sohn von Erik Moen (* 1860) und Hansine Johann (* 1867) in Drammen geboren und wuchs in einem pietistischen Elternhaus auf. Er studierte Mathematik in Christiania – wie Oslo damals hieß – und schloss 1920 erfolgreich ab. Danach arbeitete er für die Versicherungsfirma Idun in Oslo, wo er später auch Aktuar wurde. Er heiratete am 2. November 1940 Bergliot Svanhild Fjeld Gundersen (* 14. Februar 1908; † 1964), die Tochter von Nils Bernhard Glasermeister Fjeld Gundersen und Mathilde Karoline Jacobsen Seveland, in seinem Tagebuch nannte er sie „Bella“.

## Im Gefängnis Møllergata 19
Während der deutschen Besatzung ab 1940 beteiligte er sich an der Produktion und Verteilung der illegalen Zeitungen Free Press, Rex Rotary und Nytt London. Letztere war die größte illegale Zeitung, deren Herausgeber er wurde. Er führte auch eine Gruppe an, die das Aulafeuer im Herbst 1943 in Oslo veranlasst hatte. Im Februar 1944 wurde die illegale Druckerei entdeckt, er wurde verhaftet und kam zuerst in Einzelhaft und dann in eine Dreierzelle in Møllergata 19. Dort schrieb er unerlaubt Tagebuch auf WC-Papier mittels eines Metallstifts. Er stach Buchstaben auf einzelne Blätter, fünf rollte er zusammen und umgab sie mit einem sechsten Schutzblatt, das er konsequent nummerierte. Er warf sie unwiderruflich durch das Gitter der Ventilationsklappe in den unsichtbaren Lüftungsschacht der Zelle und nichts mehr konnte er nachträglich daran berichtigen. So kamen um die zweihundert authentische Momentaufnahmen zusammen; die sich um Verhöre, Folterung, Ängste, Schmerz, Verrat, Vorwürfe, Selbstzweifel, Einsamkeit, Sehnsucht nach „Bella“, seiner Frau, Fragen und Schreien nach dem schweigenden Gott und um den öden Alltag, die Schikanen der Wächter und die karge Verpflegung im Gefängnis drehten. Einige Einträge haben Ähnlichkeiten mit dem biblischen Buch Ijob.
Den ersten Tagebucheintrag machte Moen am 7. Tag seiner Gefängnishaft in der Møllergata 19 am Donnerstag, 10. Februar 1944, und er lautete: Bin zweimal verhört worden. Wurde gepeitscht. Verriet Vic… (Rest fehlt). Bin schwach. Verdiene Verachtung. Habe entsetzliche Angst vor Schmerzen. Aber keine Angst vor dem Tode. Ich muss heute abend an Bella denken. Weinte, weil ich Bella soviel Böses angetan habe. Bleibe ich am Leben, müssen Bella und ich ein Kind haben.
Am 11. Tag im Gefängnis, 14. Februar, schrieb Moen: Ich werde heute 43 Jahre alt. Ich habe mein Leben missbraucht und verdiene die Strafe, die mich jetzt von der Hand der Ungerechten trifft. Mit meinen Gedanken streife ich heute an der Peripherie der Frage nach dem Glück umher. Ich bin nie in meinem Leben glücklich gewesen, – nicht einen einzigen Tag. Aber unglücklich bin ich häufig gewesen, bis an die Grenze zum Selbstmord. Von jetzt an will ich das Glück suchen. Vielleicht liegt es im Glauben, im Opfer, im Gebet? Ich kann jetzt niederknien und beten. Nicht dass ich glaube, aber ich bete um Glauben. Seltsam, seltsam – dass ich das bin. Wohin soll das führen?
Eine der letzten Einträge war am 210. Tag, am Donnerstag, 31. August 1944, und lautete: Die Taube flog aus und kehrte nicht wieder zurück zu unserer Arche. Der Regenbogen leuchtet auf in den Spalten der Wolkendecke. Praise! Praise! to the invisible king!! Will ich nicht leben? Oh! Gott! Ja – ich will leben! Lass die Sonne wieder über einen Weg scheinen, auf dem ich mit meiner Geliebten an meinem Arm gehen kann … Ich schlage den Blick nieder vor meinem eigenen Schicksal. Ich verstecke abermals mein wahres Gesicht – rede abermals mit falscher Zunge und – lebe und will leben.
Eine der Rollen, die neben dem Tagebuch gefunden wurden, enthält folgende Aufzeichnung: Petter Moen fuhr heute nach Deutschland. Um 3 Uhr kamen sie und holten ihn, es war traurig, jetzt dorthin geschickt zu werden. Heute ist der 6.9.44. O.B.R.

## Tod auf derWestfalen
Nach sieben Monaten im Gefängnis wurde er mit dem Schiff Westfalen nach Deutschland geschickt. Kurz zuvor brach das Tagebuch ab. Das Schiff fuhr auf zwei Minen und sank im Skagerrak am 8. September 1944. 45 der 50 norwegischen Gefangenen ertranken, so auch Moen. Einem der fünf Überlebenden hatte er zuvor von seinem Tagebuch und dessen Aufbewahrungsort erzählt. Als der Krieg vorbei war, berichtete dieser Überlebende den geheimen, noch unbekannten Standort der norwegischen Polizei, die das Tagebuch unversehrt im Lüftungsschacht finden und entziffern konnte.
Moen wurde im Herbst 1945 bei der Gamle Aker Kirche in Oslo begraben.

## Werk

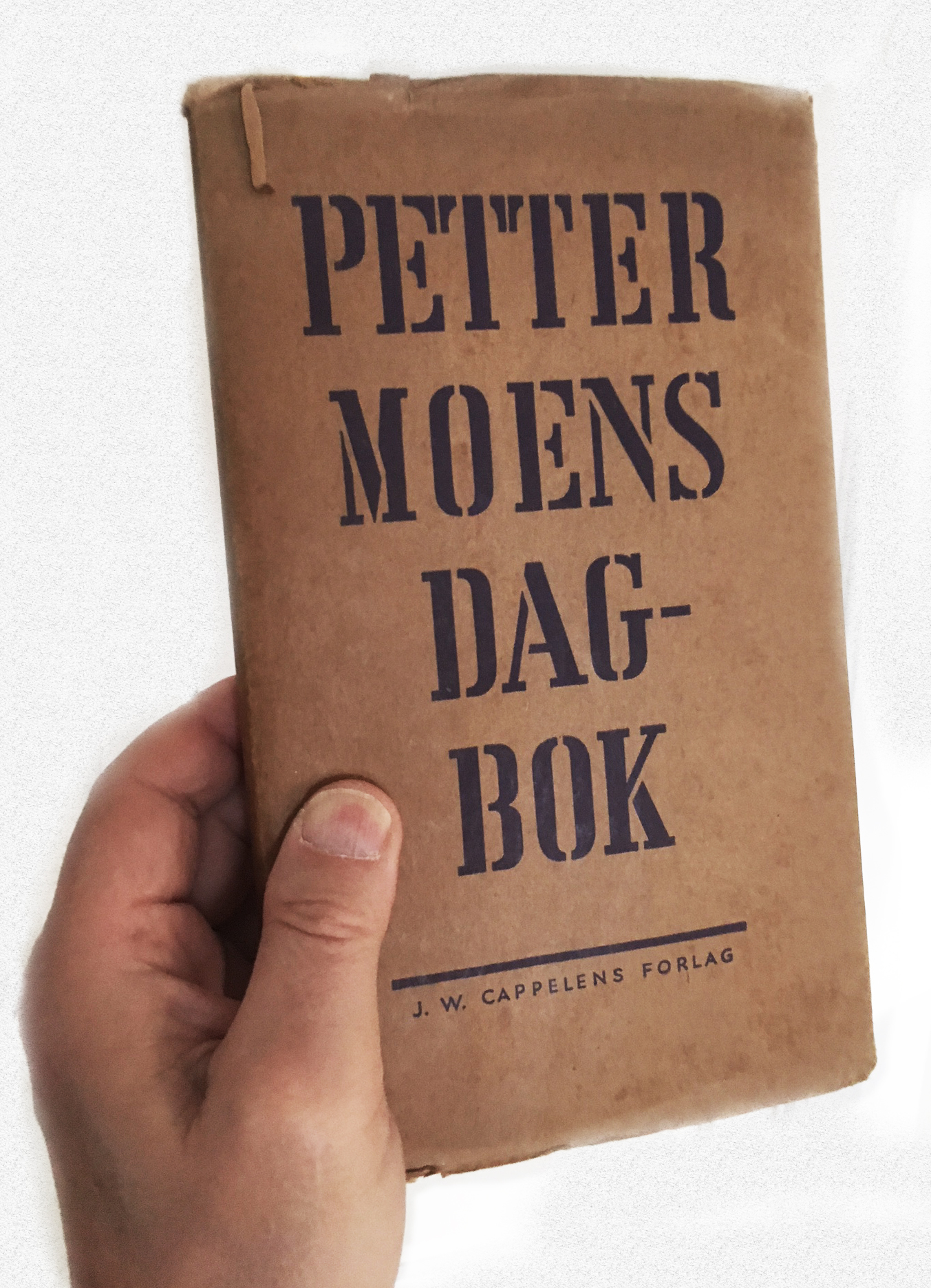
Petter Moens Dagbok, Ausgabe von 1949

Petter Moens Tagebuch wurde 1949 erstmals veröffentlicht, erlebte mehrere Auflagen und wurde in verschiedene Sprachen übersetzt. In Deutsch wurde es vom Schriftsteller und Journalisten Edzard Schaper herausgegeben:
- Edzard Schaper (Hrsg.): Der einsame Mensch – Petter Moens Tagebuch. Geschrieben im Gefängnis der Gestapo (Originaltitel: Petter Moens Dagbok übersetzt von Edzard Schaper), Nymphenburger, München 1950 und Arche, Zürich 1950 DNB 575156562; Als Taschenbuch: Fischer, Frankfurt am Main 1959 DNB 453422969.